# Pansori

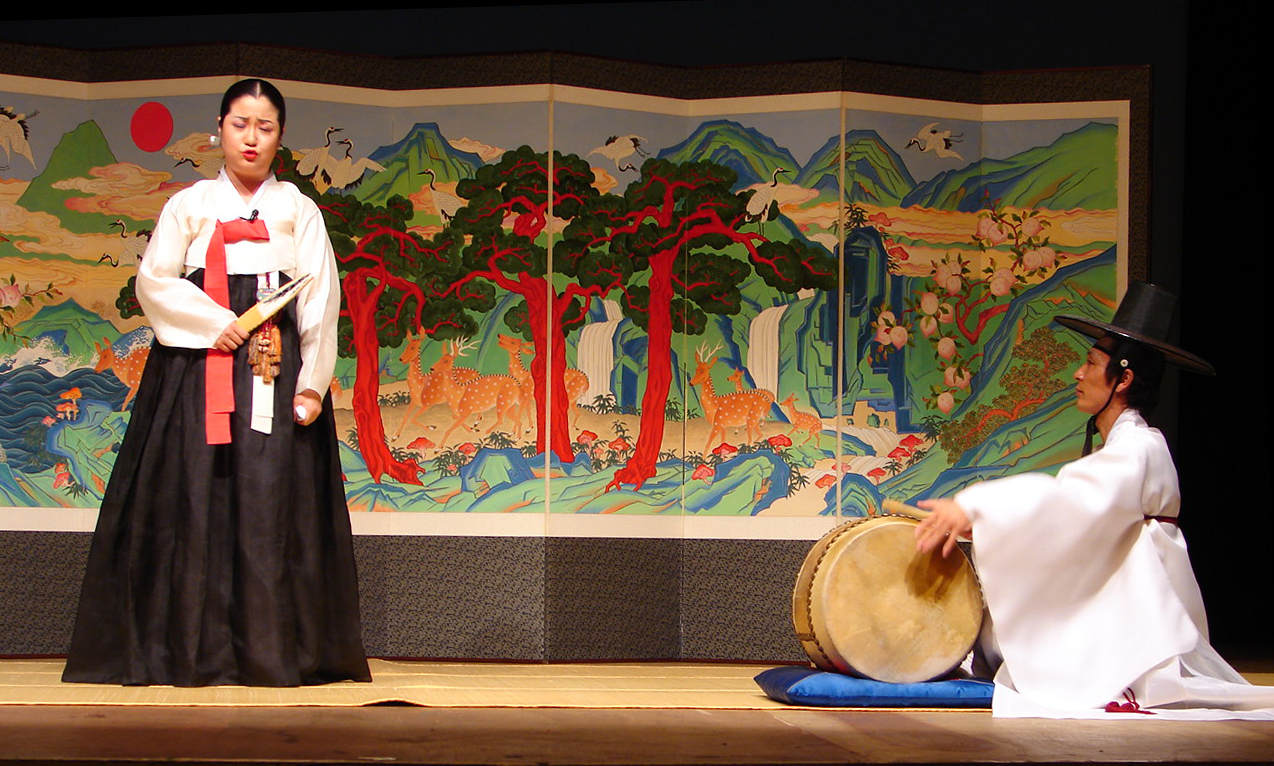
Performance de pansori no Centro Cultural de Busan, Coreia do Sul.

Pansori (em coreano:  판소리) é um gênero folclórico de música da Coreia do Sul. É apresentado por um vocalista (sorikkun) e um percussionista (gosu, que toca um buk). O nome é derivado de pan (판, "lugar onde muitas pessoas se reúnem") e sori (소리, "som").